# عاصم بن العكير
عاصم بن العكير المُزَني صحابي جليل من قبيلة مُزَينة وكان حليفاً لقبيلة الخزرج من الأنصار شهد مع النبي محمد ﷺ غزوة بدر وغزوة أحد.